# Список кавалеров ордена Святой Анны
Список кавалеров ордена Святой Анны

Орден Святой Анны был учреждён 3 (14) февраля 1735 года герцогом Карлом Фридрихом Гольштейн-Готторпским в память о своей жене Анне Петровне. Орден имел одну степень, число кавалеров ограничивалось пятнадцатью.
После смерти в 1739 году Карла Фридриха престол герцогства Голштинского перешёл к его сыну от Анны Петровны, Карлу Петру Ульриху.
Когда в 1742 бездетная российская императрица Елизавета провозгласила его как племянника своим наследником под именем Петра Фёдоровича, тот переехал в Россию и привёз с собой орден Святой Анны.

## Кавалеры "дороссийского" периода
1. 3 февраля 1735 — Карл Фридрих Гольштейн-Готторпский, учредитель и гроссмейстер[1][2].
2. 3 февраля 1735 — Карл Пётр Ульрих, наследный принц Гольштейн-Готторпский[1][3].
3. не позднее 1742 года —  Фридрих Август Голштейн-Готторпский, принц, в дальнейшем герцог, епископ Любекский[1][3].
4. не позднее 1742 года — Берхгольц, Фридрих Вильгельм, голштинский обер-камергер[3].
5. не позднее 1742 года — Курцрок, Теобальд Йозеф фон (нем. Theobald Joseph von Kurtzrock (1702–1770)), барон, имперский надворный советник и почтмейстер имперского почтового амта в Гамбурге.

## Кавалеры эпохи Павла I
До царствования Павла I орден Святой Анны считался голштинской наградой. При коронации 5 апреля 1797 года причислен к государственным орденам Российской империи, при этом он был разделён на три степени. Ранее награждённые стали считаться кавалерами 1-й степени.

## Кавалеры эпохи Александра I
При Александре I 28 декабря 1815 года орден был разделен на 4 степени (бывшая 3-я степень стала считаться 4-й).